# 卢瓦尔河畔韦尔
卢瓦尔河畔韦尔（法語：Vair-sur-Loire，法語發音：[vɛʁ syʁ lwaʁ] ⓘ）是法国大西洋卢瓦尔省的一个市镇，位于该省东部，属于沙托布里扬-昂斯尼区。

## 地名
卢瓦尔河（Loire）是流经该地一条河流，其为法国第一大河；“韦尔”（Vair）指的是当地的韦尔城堡。

## 历史
卢瓦尔河畔韦尔成立于2016年1月1日，由阿内（Anetz）和圣埃尔布隆（Saint-Herblon）两个市镇合并而成，其中圣埃尔布隆为政府驻地。

## 地理
卢瓦尔河畔韦尔（47°23'42.55"N, 1°6'22.89"W）面积51.73 平方千米，位于法国卢瓦尔河地区大区大西洋卢瓦尔省，该省份为法国西北部沿海省份，位于布列塔尼半岛东南部，北起伊勒-维莱讷省，西北接莫尔比昂省，西临大西洋，南至旺代省，东临曼恩-卢瓦尔省。
与卢瓦尔河畔韦尔接壤的市镇（或旧市镇、城区）包括：拉罗什布朗什、卢瓦罗克桑斯、卢瓦尔河畔莫日、奥雷当茹、昂斯尼-圣热雷翁。
卢瓦尔河畔韦尔的时区为UTC+01:00、UTC+02:00（夏令时）。

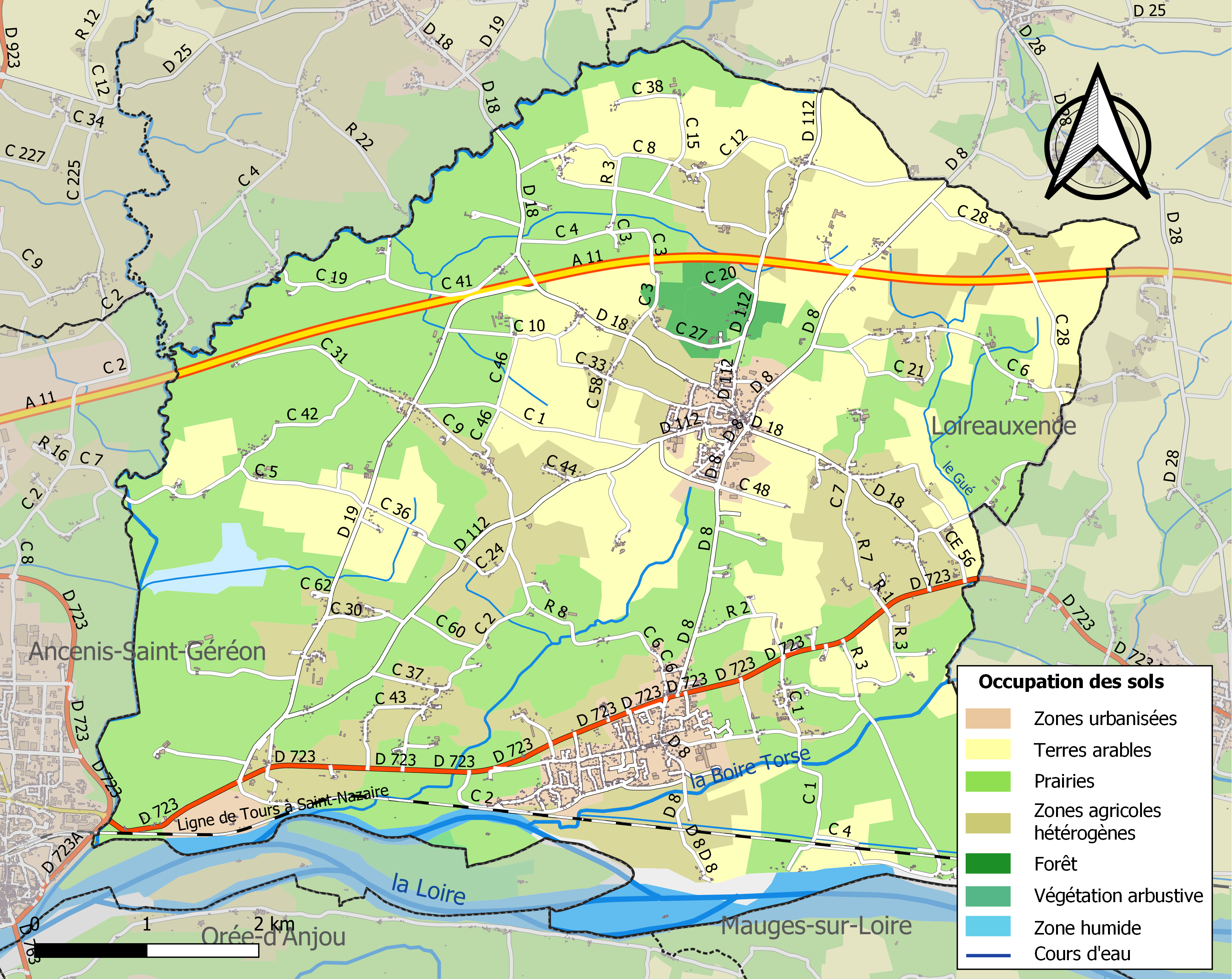
卢瓦尔河畔韦尔的OSM定位图

## 行政
卢瓦尔河畔韦尔的邮政编码为44150，INSEE市镇编码为44163。

## 政治
卢瓦尔河畔韦尔所属的省级选区为昂斯尼-圣热雷翁县。

## 交通
大西洋卢瓦尔省省道D8线、D18线、D19线、D112线和D723线过境。
法国国家A11号高速公路经过境内北部但未设出入口。

## 人口
卢瓦尔河畔韦尔于2022年1月1日时的人口数量为4890人。